# The Flowers of Romance
The Flowers of Romance – zespół punkrockowy
z wczesnego okresu rozwoju tego stylu muzycznego.
Zespół powstał w Londynie w 1976. Jej założycielem był Sid Vicious, wcześniej członek kilku innych, lokalnych grup muzycznych m.in. Masters Of The Backsides i Subterraneans. Grupa nie wydała żadnych nagrań, ani nie zagrała żadnego koncertu. Zapisała się w historii muzyki tylko tym, że jej członkowie weszli później w skład innych znanych grup:
Sid Vicious - Sex Pistols, Keith Levene - The Clash i Public Image Ltd, Palmolive i Viv Albertine - The Slits.
Nazwa zespołu posłużyła jako nazwa albumu wydanego w 1981 roku przez Public Image Ltd

## Skład
- Sid Vicious – śpiew
- Jo Faull – gitara
- Sarah Hall
- Viv Albertine – gitara
- Keith Levene – gitara basowa
- Palmolive – perkusja